# Mai Văn Huỳnh
Mai Văn Huỳnh (sinh 1965) là một chính khách người Việt Nam. Ông nguyên là Phó Bí thư thường trực Tỉnh ủy, Chủ tịch Hội đồng nhân dân tỉnh Kiên Giang.

## Sự nghiệp
Ngày 21 tháng 2 năm 2013, ông được HĐND tỉnh Kiên Giang bầu giữ chức Phó Chủ tịch UBND tỉnh Kiên Giang, lúc này ông đang là Bí thư Thị ủy, Chủ tịch UBND thị xã Hà Tiên.
Ngày 19 tháng 6 năm 2018, ông được Ban Thường vụ Tỉnh ủy Kiên Giang phân công giữ chức Bí thư Huyện ủy Phú Quốc đồng thời HĐND tỉnh Kiên Giang cũng miễn nhiệm chức Phó Chủ tịch UBND tỉnh Kiên Giang của ông.
Ngày 4 tháng 7 năm 2018, ông được HĐND huyện Phú Quốc bầu giữ chức Chủ tịch UBND huyện Phú Quốc.
Ngày 17 tháng 10 năm 2020, ông được Đại hội đảng bộ tỉnh Kiên Giang bầu giữ chức Phó Bí thư Thường trực Tỉnh ủy Kiên Giang.
Ngày 6 tháng 11 năm 2020, ông thôi chức vụ Bí thư Huyện ủy Phú Quốc đồng thời được HĐND tỉnh Kiên Giang bầu giữ chức Chủ tịch HĐND tỉnh Kiên Giang.
Ngày 8 tháng 12 năm 2020, ông được HĐND huyện Phú Quốc miễn nhiệm chức vụ Chủ tịch UBND huyện Phú Quốc.
Ngày 26 tháng 12 năm 2024, HĐND tỉnh Kiên Giang thông qua Nghị quyết miễn nhiệm chức Chủ tịch HĐND tỉnh Kiên Giang và cho thôi làm nhiệm vụ đại biểu HĐND tỉnh nhiệm kỳ 2021-2026 đối với ông do nghỉ công tác để hưởng chế độ, chính sách theo quy định.